# Александру Ксенопол
Александру Ксенопол (рум. Alexandru Dimitrie Xenopol, *23 березня 1847, Ясси — †27 лютого 1920, Бухарест) — румунський історик, письменник, філософ, педагог і соціолог англосаксонського походження. Старший брат політика і письменника Ніколае Ксенопола. Член Румунської академії.

## Біографія
Александру Ксенопол народився 23 березня 1847 в Яссах (за іншими даними, 24 березня 1847), син Димитрія Ксенопола, який був англо-саксонського походження.
Після закінчення середньої школи в своєму рідному місті, він вступив до університету з філософії, права і історії (1867–1871), і отримав докторський ступінь у галузі права. Працював в університетах Берліна і Гессена в 1871.
Повернувся додому Ксенопол вступив до магістратури в 1872, працював старшим прокурором суду в Яссах.
У 1878 працює в Департаменті румунської історії в університеті Ясс, проявив себе як учитель, дослідник, редактор, історик.
Як історик, філософ історії, економіст, літературний педагог, юрист, соціолог, професор, викладач, Ксенопол в 1893 був обраний членом Румунської Академії. В період з 1898–1901 став ректором університету Ясс.
1894–1903 та 1906–1908, публікувався в журналі «Архіви», які з'являються в Яссах.
Як учений, за виняткові заслуги в історії, починаючи з 1900, Ксенопол став почесним членом Товариства археології в Брюсселі, а потім отримав таке ж звання в академічному товаристві в Чернівцях в 1901, був обраний членом Міжнародного інституту соціології в 1903, член Академії політичних наук в Парижі (1914) і віце-президент товариства соціології в Парижі (1916).
Помер 27 лютого 1920 в Бухаресті, куди переїхав в 1915.

## Творчість
- Despre învăţământul şcolar în genere şi în deosebi despre acel al istoriei, Studii economice (1879).
- Istoria românilor (1879).
- «Російсько-турецька війна» — Războiul dintre Ruşi şi Turci, 2 т. (1880).
- Une énigme historique: les Roumains au Moyen-Âge (Париж, E. Leroux, 1883).
- Teoria lui Rösler (1884).
- Memoriu asupra învăţământului superior în Moldova (1885).
- Edutes historiques sur les peuples roumains (1887).
- Istoria românilor din Dacia-Traiană, 6 томів (1888—1893; 3 видання, т. 1—14, Бухарест, 1925—1930).
- «Михаїл Когелнічану» — Mihail Kogălniceanu (1895).
- Industria mătăsei (1896).
- «Головні принципи історії» — Les Principes fondamentaux de l'histoire (Париж, E. Leroux, 1899; 2 видозмінене видання — La théorie de l'histoire. Des principes fondamentaux de l'histoire, Париж, E. Leroux, 1908).
- La Question israélite en Roumanie (Париж, La Renaissance latine, 1902).
- Politique de races (Рим, Forzani, 1903).
- La Causalité dans la succession (Париж, L. Cerf, 1904).
- Zur Logik der Geschichte (Мюнхен, 1906).
- Der Wertbegriff in der Geschichte (Лейпциг, 1906).
- L'histoire est-elle une science? (Париж, V. Giard et E. Brière, 1908).
- Les Roumains, histoire, état matériel et intellectuel (Париж, C. Delagrave, 1909).
- L'Intellectualité roumaine (Париж, 1912).
- La Causalité dans la série historique, в: Extrait de la "Revue de synthèse historique″ (Абвіль, 1914).